# L’Orfeo
L’Orfeo (dt.: „Orpheus“, SV 318) ist eine Favola in Musica von Claudio Monteverdi.
Das Libretto stammt von Alessandro Striggio dem Jüngeren. Die Oper besteht aus einem Prolog und fünf Akten. Der Inhalt ist eine freie Wiedergabe der griechischen Sage von Orpheus und Eurydike.
Im Jahr 1606 begann Monteverdi mit der Arbeit. Die Uraufführung durch die Accademia degli Invaghiti (Akademie der Verliebten) am 24. Februar 1607 anlässlich des Geburtstages von Francesco IV. Gonzaga im herzoglichen Palast in Mantua war überaus erfolgreich. An der Uraufführung wirkten die beiden Kastraten Giovanni Gualberto Magli und Girolamo Bacchini als Mezzosoprane mit.
Zwar ist L’Orfeo die älteste auch heute noch gemeinhin populäre Oper, nicht aber das erste Werk seiner Art, wie oftmals fälschlich angenommen. So wurden etwa La Dafne (1598) und Euridice (1600), beides Stücke aus der Feder Jacopo Peris, bereits Jahre vorher uraufgeführt. Unbestritten ist allerdings, dass Monteverdi mit L’Orfeo einen entscheidenden Beitrag zur Entwicklung des entstehenden Genres im 17. Jahrhundert schuf.

## Handlung

### Prolog
Die Musik selbst tritt auf und kündigt an, von Orpheus zu berichten, der die wilden Tiere und sogar die Hölle bezwang und unsterblichen Ruhm errang. Während ihres Vortrags wird die Natur schweigen.

### Erster Akt
Hirten und Nymphen preisen den Tag, an dem Orfeo Euridices Liebe errang. Sie bitten Hymenaios, den Beschützer der Ehe, um Beistand für die bevorstehende Hochzeit der beiden. Orfeo und Euridice besingen ihr überschwängliches Glück. Der Chor der Nymphen und Hirten beschließt den Akt mit dem Aufruf, niemand solle in Verzweiflung fallen, da auf Dunkelheit, Schmerz und Kälte stets auch wieder bessere Zeiten folgen.

### Zweiter Akt
Euridice pflückt Blumen, während Orfeo weiter mit seinen Gefährten singt. Er preist seine vergangenen Liebesqualen, da er durch sie nun umso glücklicher sei. Eine Botin kommt und berichtet, dass Euridice an einem Schlangenbiss gestorben ist. Orfeo ist verzweifelt. Er beschließt, Euridice aus der Unterwelt zurückzuholen oder aber, falls ihm dies nicht gelingt, bei ihr im Totenreich zu bleiben.

### Dritter Akt
Die Hoffnung begleitet Orfeo bis zum Eingang der Unterwelt. Ab hier muss er ohne sie weitergehen; denn über dem Eingangstor ist eingemeißelt: „Lasciate ogni speranza, voi ch’ entrate“ (Lasst alle Hoffnung fahren, ihr die ihr eintretet, vgl. Dante, Inferno, 3. Gesang, Z. 9). Charon stellt sich ihm voller Zorn und Misstrauen entgegen: Kein Lebender darf zu den Toten vordringen. Ob Orfeo ihn etwa (wie seinerzeit Herakles) durch Gefangennahme des Zerberus demütigen oder dem Pluto (wie alljährlich Zeus) die Proserpina wegnehmen wolle? Orfeo zieht in dieser zentralen Szene alle Register seiner Sangeskunst; er singt mit überbordenden Verzierungen, steinerweichender Innigkeit und entfesselter Leidenschaft. Charon bekennt, dass ihn der Gesang rührt, gibt jedoch nicht nach, da sich das nicht für ihn schickt. Schließlich schläft er ein. Orfeo setzt daraufhin selbst mit Charons Boot über. Der Chor der Geister preist die Fähigkeit des Menschen, die Natur zu bezwingen.

### Vierter Akt
Proserpina bittet aus Mitleid Pluto, dem Orfeo die Geliebte zurückzugeben; sie erinnert ihn an seine eigene Liebe zu ihr. Pluto willigt aus Liebe zu Proserpina ein, doch nur unter der Bedingung, dass Orfeo Euridice auf dem Weg zurück nicht anblickt. Ihre Worte haben eine alte Wunde in seinem Herzen berührt, und deshalb verlangt er von Proserpina, dass sie zum Dank für sein Entgegenkommen fortan immer bei ihm bleibt: … so soll deine Seele nie wieder nach himmlischer Freude verlangen, auf dass du dein eheliches Bett nicht mehr verlässt.
Plutos Gegenforderung ist eine originelle Erfindung des Librettisten. Das humanistisch gebildete Publikum der Uraufführung verstand die Anspielung ohne weitere Erklärung: Wie Orpheus seine Braut an die Unterwelt verlor, verliert Pluto seine Gefährtin Persephone alljährlich an die Oberwelt. Sie wird daher auf ewig eine Gefangene der Unterwelt bleiben müssen, falls Euridice ins Leben zurückkehrt. Da Persephone in den acht Monaten ihres Erdenaufenthalts eine Fruchtbarkeitsgöttin ist, würde es Pluto auf diese Weise gelingen, das Leben auf der Erde auszulöschen. Diese fast beiläufige Anspielung macht das Publikum also darauf aufmerksam, dass der Tod um des Lebens willen akzeptiert werden muss und Euridices naturwidrige Rückkehr ins Leben nicht wünschenswert sein kann.
Orfeo preist sich nun als vollkommen glücklich und macht sich, gefolgt von Euridice, auf den Weg. Es gelingt ihm jedoch nicht, Pluto zu gehorchen. Aufgeschreckt durch ein unerwartetes Geräusch, wendet er sich nach Euridice um und verliert sie hierdurch für immer.
Der Chor der Geister kommentiert: Orfeo besiegte die Unterwelt, doch dann wurde er von den eigenen Gefühlen (Affekten) besiegt. Ewigen Ruhm verdient nur, wer sich selbst besiegt.

### Fünfter Akt
Soeben noch himmelhoch jauchzend, jetzt zu Tode betrübt findet sich Orfeo allein in den Wäldern Thrakiens, seiner Heimat, wieder. Nur die Nymphe Echo antwortet ihm, einsilbig und klagend (das humanistisch gebildete Premierenpublikum musste diese Anspielung verstehen: die Nymphe zerstörte sich mit ihrem übergroßen Liebeskummer selbst; sie ist ein Menetekel dessen, was nun Orfeo droht). Orfeo singt eine Totenklage für Euridice, die mit einem hasserfüllten Fluch auf alle anderen Frauen schließt.
An dieser Stelle greift Apollo, sein Vater, in das Geschehen ein. Ganz Deus ex machina, schwebt er auf einer Wolke vom Himmel herab; aber er agiert nicht als Gott – er bewirkt nicht mit Zauberhand, dass die Geschichte doch noch zum Happy End kommt, sondern hilft Orfeo, sich selbst zu helfen, und mahnt väterlich: Es war nie die Art der Edlen, zum Sklaven der eigenen Leidenschaften zu werden, denn das ist schändlich und gefährlich. Allzu sehr hast du dich im Glück gesonnt, und allzu sehr beweinst du nun dein hartes Geschick. Weißt du noch nicht, dass kein Glück hienieden von Dauer ist? Steige mit mir auf zum Himmel, wenn du dich der Unsterblichkeit erfreuen willst!
Orfeo fragt ängstlich, ob er Euridice denn nie wieder sehen werde. Nein, das werde er unabänderlich nicht. Doch in der Sonne und den Sternen werde er ihr Ebenbild erblicken.
Orfeo klagt nicht mehr, sondern erklärt sich bereit, ein würdiger Sohn Apollos zu werden und ihm zu folgen. Hochvirtuose Koloraturen singend steigen Apollo und Orfeo gemeinsam zum Himmel auf.
Die Oper schließt mit übermütigem Gesang und Tanz der Nymphen und Hirten. Sie preisen Orfeo, der himmlische Ehre und vollständiges Glück erlangt hat, und bringen ihm auf seinen Altären Weihrauchopfer.

## Libretto
Das Libretto ist einerseits Schäferspiel (Favola pastorale), andererseits greift es unverkennbar auf Elemente der griechischen Tragödie zurück. Orfeo, der (einzige) Protagonist der Handlung, vom kommentierenden Chor zu Beginn des 1. Akts als Halbgott (semideo) vorgestellt, erleidet einen Sturz aus großer Fallhöhe bis an die Grenze der Selbstvernichtung. Ursache des ihm drohenden Untergangs, seine Schwäche, aber auch seine Stärke, sind die starken Gefühle (affetti), mit deren musikalischem Ausdruck er Menschen, Tiere und sogar die Unterwelt bezaubert, denen er aber auch selbst erliegt. Von Beginn an ist er nicht bereit oder in der Lage, den Wechsel von Glück und Unglück als unvermeidliches Erdenschicksal mit Fassung zu ertragen und damit auch seine eigene Natur zu besiegen, sondern preist die Verzweiflung, da sie das Glück umso mehr erhöhe, sonnt sich im Glück, als könne es ewig dauern, und erkennt die wohlbegründete Macht des Todes nicht an.
Die ihm (und dem Publikum) erteilte Lehre, den Exzess zu meiden, Maß und Haltung zu wahren, ist ausdrücklich apollinisch. Daher wird Orfeos erwarteter Untergang letztlich von Apollo – und von Orfeo selbst – doch noch abgewendet, so dass die Oper nicht nach Art der Tragödie endet, sondern mit Orfeos Selbstaufrichtung und seiner Aufnahme unter die Götter ein Ende nimmt, das vom Librettisten und Komponisten (wenn auch nicht von jedem Interpreten und Zuschauer) als gutes Ende aufgefasst wird.
Ob das Thema der Oper mit dem frühen Tod von Monteverdis Frau Claudia (verstorben 1607?) in Verbindung stand und Monteverdi daher „selbst Orfeo war“, kann nur spekuliert werden.

## Musik
Monteverdis Musik zu L’Orfeo ragt heraus durch dramatische Kraft und Emotionalität. Die Tragödie wird in musikalischen Bildern entwickelt, und die Melodien sind klar und gradlinig. Mit dieser Oper schuf Monteverdi eine gänzlich neue Form der Musik, das dramma per musica (Musikalisches Drama), wie es genannt wurde. Monteverdis Opern werden üblicherweise zum Frühbarock gerechnet.
Toccataⓘ
Die eingangs gespielte Toccata ist ein Zitat der Gonzaga-Fanfare, als Reminiszenz an seine Auftraggeber. Die Opernhandlung beginnt erst nach der Toccata mit dem Ritornell und – nach antikem Muster – mit einem Prolog.
Die Oper ist für damalige Verhältnisse recht üppig instrumentiert. Dabeis steht die Wahl der Instrumente, vor allem die Besetzung des Basso continuo, teilweise im Ermessen des jeweiligen Aufführungsleiters.
Entscheidend ist die Differenzierung zwischen dem Instrumentarium des Lebens (Streicher und Blockflöten mit einem von Streichern und Cembalo besetzen Basso continuo) und dem des Todes (Blasinstrumente mit Ausnahme der Flöten, vor allem Zinken und Posaunen, dazu ein Basso continuo mit Orgel/Regal).
Die an den Sänger des Orfeo gestellten Anforderungen lassen sich auf eine einfache Formel bringen: Um in dieser Rolle nicht unglaubwürdig zu werden, muss er eine exemplarisch schöne Stimme und hohe Virtuosität haben. Diese Stimme war nach damaligem Geschmack allerdings keineswegs ein strahlend heller Tenor (im Sinne heutiger Opernsänger) und erst recht keine Kastratenstimme. Als schön galt vielmehr eine mittlere Stimmlage, die trotz müheloser Höhen und Tiefen alle Extreme mied. Diese Stimmlage wird daher bei Orfeo vorausgesetzt (die Bezeichnung „Bariton“ war damals nicht gebräuchlich). Abgesehen also von sehr hohen und tiefen Tönen wird alles von ihm gefordert: der bukolische Liedgesang, der Bravourgesang, das Schmachten und Schmeicheln, Innigkeit, Verzweiflung, Zorn und die höchst artifizielle Verzierung – dazu eine fast ununterbrochene Präsenz auf der Bühne. Ähnliches gilt für die Stimmlage von Apollo, der ebenfalls nicht mit einer hell strahlenden Tenorstimme besetzt ist.
Das mit Orfeo assoziierte Instrumentarium besteht generell neben den Streichern vor allem aus den Zupfinstrumenten; doch zu den Worten non viv' io, no (nein, ich lebe nicht) antworten ihm ausnahmsweise die Zinken als Instrumente des Todes.
Orfeos musikalischer Widerpart ist in erster Linie Charon, ein abgründig tiefer Bass, der von den Bläsern der Unterwelt starr, gleichsam holzschnittartig, im Stil überlebter Instrumente (Krummhörner und Pommern) begleitet wird, und der auf einen vergangenen (toten) Musikgeschmack rekurriert, während Orfeo mit seinem lebendigen musikalischen Ausdruck von Gefühlen ein (damals) innovativer Musiker ist.
Im fünften Akt aber, bei Orfeos Absage an alle Frauen, überträgt sich in schauriger Weise Charons Stil auf Orfeo. Dies ist der Augenblick, in dem Apollo erscheint, um seinen Sohn zu retten.
Ein besonderes Merkmal trägt die Arie Possente spirto Orfeos, die er dem Fährmann Charon vorträgt, um in die Unterwelt gelassen zu werden – Monteverdi schrieb sie in zwei verschiedenen Fassungen für die Singstimme. Die erste ist eher rezitativisch gehalten, die zweite verziert mit teilweise schon ausladenden Koloraturen, die nur von einer professionellen und überaus beweglichen Stimme durchgeführt werden können. Mit dem Vermerk „Orfeo […] canta una sola de le due parti“ (Orfeo singt nur eine der beiden Fassungen) wird bereits übermäßigen oder falsch angebrachten Verzierungen des Sängers Einhalt geboten.

## Deutsche Fassung
Eine deutsche Neufassung stammt von Carl Orff; deren erste Version wurde am 17. April 1925 am Nationaltheater Mannheim, die zweite und endgültige dann am 4. Oktober 1940 in Dresden unter der musikalischen Leitung von Karl Böhm uraufgeführt.